# Proteínas con caja F
Las proteínas con caja F (F-box proteins en inglés ) son proteínas que contienen al menos un motivo caja F.

## Motivo estructural caja F
Una caja F es un motivo estructural de alrededor de 50 aminoácidos que funciona de intermediario en las interacciones proteína-proteína. 
La primera proteína con caja F identificada es uno de los tres componentes del denominado complejo SCF, un intermediario en la ubiquitinación de las proteínas marcadas para ser degradadas en el proteasoma. 
Las cajas F existen comúnmente en las proteínas junto con otros motivos que promueven las interacciones protéina-proteína, tales como las repeticiones ricas en leucina.
Las proteínas con caja F también han sido asociadas con funciones celulares tales como la transducción de señal y la regulación del ciclo celular. En las plantas, muchas proteínas con caja F están implicadas en la regulación génica.